# Maik Galakos
Īlias Galakos, detto Maik (in greco: Ηλίας "Μάικ" Γαλάκος; 23 novembre 1951) è un allenatore di calcio ed ex calciatore greco, di ruolo centrocampista.

## Carriera
Iniziò la carriera professionistica nell'allora Germania Ovest, tra le file del Fortuna Düsseldorf, squadra di medio spessore nella Bundesliga. Era il campionato 1971/72 e rimase lì fino al 1973. Nel periodo tra il 1974 ed il 1980 fu tra le file dell'Olympiakos, poi le buone prestazioni mostrate all'Europeo del 1980 lo posero nelle mire del Panathīnaïkos, che lo acquistò dopo il torneo continentale.
Ciò non rese contenti i tifosi biancorossi, da sempre rivali del Panathinaikos. Comunque Galakos era ormai trentenne e disputò tra i verdi ateniesi solo gli ultimi anni di carriera, ritirandosi nel 1986, dopo aver giocato 256 gare nel massimo campionato greco.
In Nazionale conta 30 convocazioni con 5 reti.
Nel 1996 fu allenatore del Panathīnaïkos, succedendo a Ramon Rocha e venendo poi rimpiazzato da Velimir Zajec, un grande trio di ex campioni.

## Palmarès

### Giocatore

#### Competizioni nazionali
- Campionato greco: 6

Olympiakos: 1973-1974, 1974-1975, 1979-1980, 1980-1981
Panathinaikos: 1983-1984, 1985-1986
- Coppa di Grecia: 4

Olympiakos: 1974-1975, 1980-1981
Panathinaikos: 1983-1984, 1985-1986
- Supercoppa di Grecia: 1

Olmpiakos: 1980